# Kaltkathodenröhre
Eine Kaltkathodenröhre bezeichnet eine Elektronenröhre, deren Kathode auch im ungeheizten (daher kalten) Zustand Elektronen auszusenden vermag.
Elektronen werden mittels der kalten Feldemission erzeugt. Während der kalten Entladung werden die Gasteilchen durch Kollisionen mit den entstandenen Elektronen teilweise ionisiert. Schließlich dissoziiert das Gas im Vakuum zu Ionen und Elektronen, welche in Folge des elektrischen Felds zu den jeweiligen Elektroden (Kathode und Anode) wandern. Elektronen beschleunigen in Richtung der Anode und die Ionen in Richtung der Kathode.
Kaltkathodenröhren sind je nach Anwendung unterschiedlich aufgebaut. Beispielsweise kann sie in Form eines metallischen Zylinders aufgebaut sein, in dem ein Anodenring zwischen zwei Kathodenplatten montiert ist. Eine hohe Gleichspannung zwischen diesen Elektroden verbindet dann vergleichsweise niederohmig diese beiden Elektroden. Diese Hochspannung ist ausschlaggebend für die Zündung der Gasentladung. Die Kaltkathodenröhre umgibt ein äußeres Magnetfeld. Zweck ist es die Elektronenbahnen zu verlängern und bei geringem Druck eine Gasentladung aufrechtzuerhalten. Aufgrund der Feldlinien des magnetischen Felds bewegen sich die Elektronen in Spiralbahnen Richtung der Elektrode. Dadurch steigt die Stoßwahrscheinlichkeit mit den Restgasteilchen und die Ionisation wird erhöht.
Zu den Kaltkathodenröhren zählen unter anderem:
- Leuchtröhren,
- Glimmlampen,
- Geißlerröhren,
- Schattenkreuzröhren und verwandte Elektronenröhren,
- Vircator,
- Krytron,
- Kaltkathoden-Thyratron